# Klickportalen K3
Klickportalen K3 är en utbildningsplattform på Internet skapad av företaget Klick Data. I utbildningsplattformen finns e-kurser i vanliga datorprogram, såsom Microsoft Office, operativsystemet Windows med flera, men också mängder med affärsutvecklingskurser. Kännetecknande för K3 är att innehållet är indexerat och sökbart och att utbildningarna har lärare på skärmen. Systemet lanserat i december 2004 under namnet Klickportalen P3 som namnändrades i september 2005 till Klickportalen K3. I systemet finns test och certifieringssystemet Examina E3, Statistik S3 och administrationsverktyget Admin A3. I januari 2009 fanns över 190 e-kurstitlar framtagna på svenska och engelska.